# Depuració de programes
La depuració de programes és el procés d'identificar i corregir errors de programació. En anglès es diu debugging, treure els bugs (xinxes), el mot que es fa servir també per error de programari. Es cerquen dues menes d'errors, l'error de sintaxi i els errors de lògica. El terme s'ha encunyat el 1945 a la Universitat Harvard, quan a les beceroles de la informàtica, un arna en un relé va provocar el mal funcionament.
Si bé hi ha tècniques per a la revisió sistemàtica del codi font i hi ha depuradors o programes de detecció d'errors, roman en bona part una activitat manual, que desafia la paciència, la imaginació i la intuïció del programador. Es pot cercar els errors amb una execució pas a pas. Moltes vegades cal incloure en el codi font instruccions auxiliars que permetin el seguiment de l'execució del programa, presentant els valors de variables i adreces de memòria i alentint la sortida de dades (mode de depuració). És una fase del desenvolupament de programari.